# Mark Downey
Mark Downey (ur. 3 lipca 1996 w Dromore) – irlandzki kolarz torowy i szosowy, brązowy medalista mistrzostw świata.

## Kariera
Pierwszy medal w karierze zdobył w 2014 roku, kiedy zajął drugie miejsce w wyścigu punktowym na torowych mistrzostwach Europy juniorów w Anadii. Wynik ten powtórzył na rozgrywanych dwa lata później torowych mistrzostwach Europy U-23, a w 2017 roku zdobył brązowy medal. Ponadto na mistrzostwach świata w Pruszkowie w 2019 roku wyścig punktowy zakończył na trzeciej pozycji. W zawodach tych wyprzedzili go jedynie Holender Jan-Willem van Schip i Sebastián Mora z Hiszpanii. Był to pierwszy w historii medal mistrzostw świata wywalczony dla Irlandii w tej konkurencji.
Startował na igrzyskach olimpijskich w Tokio, gdzie zajął 17. miejsce w omnium, a rywalizacji w madisonie nie ukończył.
Jego ojciec, Séamus Downey, także był kolarzem.